# Мудрівка
Мудрівка — колишнє село Чигиринського району Кіровоградської області. Наприкінці 1950-х років затоплене водами Кременчуцького водосховища.
У ХІХ ст. село входило до Боровицької волості у складі Чигиринського повіту Київської губернії.
Станом на 1946 рік Мудрівка входила до складу Чигиринського району Кіровоградської області , пізніше, у 1950-х роках Чигиринський район переданий до Черкаської області.